# Viola flagelliformis
Viola flagelliformis là một loài thực vật có hoa trong họ Hoa tím. Loài này được Hemsl. miêu tả khoa học đầu tiên năm 1879.